# FINE COLLECTION ~Begin Again~
FINE COLLECTION～Begin Again～ là album tổng hợp của nhóm nhạc nam Hàn Quốc TVXQ hoạt động tại Nhật Bản dưới tên Tohoshinki. Sau 2 năm tạm dừng hoạt động khi hai thành viên tham gia nghĩa vụ quân sự bắt buộc, họ đã chính thức trở lại và tiếp tục con đường phía trước, và tại Nhật Bản là việc phát hành album tổng hợp tất cả các ca khúc được phát hành từ khi nhóm hoạt động với hai thành viên, bao gồm 4 album phòng thu và 13 đĩa đơn. Ngoài ra còn có 3 ca khúc cũ được thu âm lại là "Rising Sun", "どうして君を好きになってしまったんだろう? (Doushite Kimi wo Suki ni Natte Shimattan Darou?)" và "Bolero".
Album được phát hành chính thức ngày 25 tháng 10 năm 2017 theo 3 phiên bản: 3CD+Blu-ray, 3CD+DVD và 3CD, ngoài ra còn 1 phiên bản 3CD+DVD giới hạn dành riêng cho fanclub.

## Tổng quan
- Là album đầu tiên sau khoảng thời gian 2 năm nhóm tạm dừng hoạt động vì tham gia nghĩa vụ quân sự bắt buộc tại Hàn Quốc.
- Là album tổng hợp thứ hai sau Complete Set Limited Box phát hành năm 2010.
- Album bao gồm tất cả 40 ca khúc được trích từ 4 album phòng thu và 13 đĩa đơn đã được phát hành từ năm 2011 đến nay. Trong đó có 3 ca khúc được thu âm lại là Rising Sun, どうして君を好きになってしまったんだろう? (Doushite Kimi wo Suki ni Natte Shimattan Darou?)và Bolero.
- Sau khi album được phát hành nhóm sẽ tiếp tục kế hoạch cho chuyến lưu diễn five-dome có tên "Tohoshinki LIVE TOUR 2017 ~BEGIN AGAIN~.[2]

## Danh sách bài hát

### CD1
| STT              | Nhan đề                               | Phổ lời                                                                       | Phổ nhạc                                                                | Thời lượng |
| ---------------- | ------------------------------------- | ----------------------------------------------------------------------------- | ----------------------------------------------------------------------- | ---------- |
| 1.               | "Why? [Keep Your Head Down]"          | Yoo Young Jin, Luna                                                           | Yoo Han Jin, Yoo Young Jin                                              | 4:01       |
| 2.               | "B.U.T (BE-AU-TY)"                    | Yoo Young Jin, Luna                                                           | Yoo Young Jin, Ryan Jhun, Antwann Frost                                 | 3:36       |
| 3.               | "Humanoids"                           | H.U.B                                                                         | Thomas Troelsen, Donald“hAZEL”Sales                                     | 3:30       |
| 4.               | "MAXIMUM"                             | Yoo Young Jin, Luna                                                           | Yoo Young Jin                                                           | 3:42       |
| 5.               | "Catch Me -If you wanna-"             | Yoo Young Jin, H.U.B                                                          | Yoo Young Jin                                                           | 4:38       |
| 6.               | "Spinning"                            | H.U.B                                                                         | Lubo Slavicek, Katerina Bramey, Ninos Hanna                             | 3:59       |
| 7.               | "Something"                           | Yoo Young Jin, H.U.B                                                          | Yoo Young Jin                                                           | 4:03       |
| 8.               | "Superstar"                           | Luna, Lars Halvor Jensen, Johannes Joergensen, Drew Ryan Scott, Lindy Robbins | Lars Halvor Jensen, Johannes Joergensen, Drew Ryan Scott, Lindy Robbins | 3:41       |
| 9.               | "OCEAN"                               | H.U.B                                                                         | Shinjiro Inoue                                                          | 5:12       |
| 10.              | "I Don’t Know"                        | Kim Boomin, Luna                                                              | hitchhiker                                                              | 3:26       |
| 11.              | "Sweat"                               | H.U.B                                                                         | Hanif Sabzevari, Kevin Borg, Nicklas Eklund                             | 3:35       |
| 12.              | "ANDROID"                             | H.U.B                                                                         | Anders Grahn, Grace Tither & Emil Carlin                                | 4:21       |
| 13.              | "SCREAM"                              | H.U.B                                                                         | hitchhiker                                                              | 3:44       |
| 14.              | "Rising Sun ＜Re-recording version＞" | m.c.A・T                                                                      | Yoo Young Jin                                                           | 5:16       |
| Tổng thời lượng: | Tổng thời lượng:                      | Tổng thời lượng:                                                              | Tổng thời lượng:                                                        | 56:44      |

### CD2
| STT              | Nhan đề | Phổ lời                       | Phổ nhạc                                                   | Thời lượng |
| ---------------- | --- | ----------------------------- | ---------------------------------------------------------- | ---------- |
| 1.               | "Duet" | Shinjiro Inoue                | Shinjiro Inoue                                             | 4:20       |
| 2.               | "One More Thing" | H.U.B                         | her0ism, SHIROSE, SHIMADA from WHITE JAM BEATZ             | 3:55       |
| 3.               | "Weep" | Shinjiro Inoue                | Solaya                                                     | 4:22       |
| 4.               | "White" | Shinjiro Inoue                | Shinjiro Inoue                                             | 4:57       |
| 5.               | "Telephone" | Luna                          | Michele Vice-Maslin, C.J. Vanston and Matt Tryggestad      | 3:25       |
| 6.               | "Wedding Dress" | H.U.B, SHIROSE from WHITE JAM | SHIROSE·DJ first·SHIMADA from WHITE JAM BEATZ              | 4:28       |
| 7.               | "逢いたくて逢いたくてたまらない" (Aitakute Aitakute Tamaranai)                                                          | Shinjiro Inoue                | Shinjiro Inoue                                             | 4:14       |
| 8.               | "Time Works Wonders" |                               | Jamie Hartman, Peter Gordeno                               | 3:53       |
| 9.               | "Cheering" | Shinjiro Inoue                | Shinjiro Inoue                                             | 4:19       |
| 10.              | "In Our Time" | Shinjiro Inoue                | Shinjiro Inoue                                             | 6:05       |
| 11.              | "Thank you my girl" | Luna                          | John Paul Lam, Tony Oh and Akil Thompson                   | 3:09       |
| 12.              | "Believe In U" | Shinjiro Inoue                | Shinjiro Inuoe                                             | 4:39       |
| 13.              | "どうして君を好きになってしまったんだろう？ ＜Re-recording version＞" (Doushite Kimi Wo Suki Ni Natte Shimattan Darou?) | Lambsey                       | Fredrik"Fredro"Odesjo, Sylvia Bennett-Smith, Mats Berntoft | 3:17       |
| Tổng thời lượng: | Tổng thời lượng: | Tổng thời lượng:              | Tổng thời lượng:                                           | 55:03      |

### CD3
| STT              | Nhan đề                                 | Phổ lời            | Phổ nhạc                          | Thời lượng |
| ---------------- | --------------------------------------- | ------------------ | --------------------------------- | ---------- |
| 1.               | "シアワセ色の花" (Shiawase Iro No Hana) | Yamamoto Katsuhiko | Yamamoto Katsuhiko                | 6:42       |
| 2.               | "サクラミチ" (Sakuramichi)              | Yamamoto Katsuhiko | Yamamoto Katsuhiko                | 5:32       |
| 3.               | "Chandelier"                            | H.U.B              | Matthew Tishler, Andrew Underberg | 4:12       |
| 4.               | "君のいない夜" (Kimi No Inai Yoru)      | Yamamoto Katsuhiko | Yamamoto Katsuhiko                | 5:39       |
| 5.               | "I love you"                            | Yamamoto Katsuhiko | Yamamoto Katsuhiko                | 4:44       |
| 6.               | "With Love"                             | Shinjiro Inoue     | Shinjiro Inoue                    | 5:56       |
| 7.               | "I Know"                                | Shinjiro Inoue     | T-SK, Kim Tae Seong, Andrew Choi  | 4:25       |
| 8.               | "STILL"                                 | Shinjiro Inoue     | Shinjiro Inoue                    | 4:31       |
| 9.               | "Calling"                               | Shinjiro Inoue     | Shinjiro Inoue                    | 4:23       |
| 10.              | "愛をもっと" (Ai Wo Motto)              | Yamamoto Katsuhiko | Yamamoto Katsuhiko                | 5:51       |
| 11.              | "One and Only One"                      | Shinjiro Inoue     | Peter Kvint, Jonas Myrin          | 3:37       |
| 12.              | "TREE OF LIFE"                          | Shinjiro Inoue     | Anders Grahn, Carlos Okabe        | 5:38       |
| 13.              | "Bolero ＜Re-recording version＞"       | Lambsey            | Suzuki Daisuke, Tomita Keiichi    | 5:56       |
| Tổng thời lượng: | Tổng thời lượng:                        | Tổng thời lượng:   | Tổng thời lượng:                  | 67:04      |

## DVD

### DVD, Bluray
- Music video

1. Why? (Keep Your Head Down)
2. I Don't Know
3. Superstar
4. B.U.T (BE-AU-TY)
5. Duet
6. Winter Rose
7. STILL
8. ANDROID
9. Catch Me -If you wanna-
10. I Know
11. Humanoids
12. In Our Time
13. OCEAN
14. SCREAM
15. Very Merry Xmas
16. White
17. Something
18. TREE OF LIFE
19. Sweat
20. Time Works Wonders
21. Spinning
22. Chandelier
23. サクラミチ

- Making Clip

1. ALBUMジャケット撮影 Off Shot Movie

### Bigeast
- LIVE CLIP

1. B.U.T (BE-AU-TY)
2. Humanoids
3. Choosey Lover
4. シアワセ色の花
5. 時ヲ止メテ
6. Before U Go
7. Honey Funny Bunny (YUNHO Solo)
8. Rock With U (CHANGMIN Solo)
9. Medley (SHINE～ウィーアー!～Summer Dream～OCEAN)
10. Catch Me -If you wanna-
11. Good-bye for Now
12. END ROLL ～TILL2～

- Bonus MC

1. MC [TOHOSHINKI FILM CONCERT 2016 ～TILL～]
2. MC [TOHOSHINKI FILM CONCERT 2017 ～TILL2～]

## Chứng nhận
| Quốc gia                                  | Chứng nhận | Số đơn vị/doanh số chứng nhận |
| ----------------------------------------- | ---------- | ----------------------------- |
| Nhật Bản (RIAJ)                           | Gold       | 100.000^                      |
| ^ Chứng nhận dựa theo doanh số nhập hàng. |            |                               |